# Coniopteryx (Xeroconiopteryx) canadensis
Coniopteryx (Xeroconiopteryx) canadensis is een insect uit de familie van de dwerggaasvliegen (Coniopterygidae), die tot de orde netvleugeligen (Neuroptera) behoort. 
Coniopteryx (Xeroconiopteryx) canadensis is voor het eerst wetenschappelijk beschreven door Meinander in 1972.